# Fort McHenry National Monument and Historic Shrine
Das Fort McHenry ist ein ehemaliges Militärfort und befindet sich im Hafen von Baltimore, Maryland.
Im Britisch-Amerikanischen Krieg wurde das Fort während der Nacht zum 14. September 1814 von der Royal Navy bombardiert. Die Schlacht von Baltimore gehörte zu den wichtigsten Schlachten des Britisch-Amerikanischen Krieges.
Das Geschehen wurde während eines Gefangenenaustauschs vom Deck eines britischen Schiffes durch den Amerikaner Francis Scott Key verfolgt. Die ihm dargebotenen Eindrücke inspirierten ihn, das Gedicht The Defense of Fort McHenry zu verfassen, welches heute den Text der amerikanischen Nationalhymne bildet.
1925 wurde das Fort als Nationalpark ausgewiesen, 1939 zum National Monument beziehungsweise der einmaligen Form National Monument & Historic Shrine umgewidmet. Die Gedenkstätte mit Museum, zeremoniellem Flaggenwechsel durch Darsteller in historischen Kostümen und anderen Attraktionen wird vom National Park Service verwaltet.

## Bedeutung für die Nationalflagge
Der Hissung der Nationalflagge kommt im Fort eine besondere Bedeutung bei. Nach § 2 des Flaggengesetzes der USA wird nach Aufnahme eines weiteren Staats mit Wirkung vom folgenden 4. Juli (Unabhängigkeitstag) ein weiterer Stern zugefügt. Am Morgen des 4. Juli wird die neue Fahne erstmals im Fort McHenry gehisst. Erst danach findet die neue Flagge landesweit Verwendung.